# 8613 Cindyschulz
8613 Cindyschulz è un asteroide della fascia principale. Scoperto nel 1978, presenta un'orbita caratterizzata da un semiasse maggiore pari a 3,1355599 au e da un'eccentricità di 0,2310480, inclinata di 1,80372° rispetto all'eclittica.
L'asteroide è dedicato alla statunitense Cindy Kaye Schulz.